# Episodi de Le indagini di Lolita Lobosco (prima stagione)
La prima stagione della serie televisiva Le indagini di Lolita Lobosco, composta da 4 episodi, è stata trasmessa in prima visione e in prima serata su Rai 1 dal 21 febbraio al 14 marzo 2021.
| n° | Titolo                        | Prima TV         |
| -- | ----------------------------- | ---------------- |
| 1  | La circonferenza delle arance | 21 febbraio 2021 |
| 2  | Solo per i miei occhi         | 28 febbraio 2021 |
| 3  | Spaghetti all'assassina       | 7 marzo 2021     |
| 4  | Gioco pericoloso              | 14 marzo 2021    |

## La circonferenza delle arance
La vicequestore Lolita Lobosco, dopo un periodo trascorso a Legnano, viene trasferita nella sua città natale, Bari. Il primo caso che deve risolvere riguarda il dentista Stefano Morelli, ex compagno di liceo e amore adolescenziale, accusato dalla sua assistente Angela Capua di violenza sessuale. La ragazza spiega a Lolita di aver aspettato due giorni prima di denunciare per paura della reazione del fidanzato Ciro, buttafuori di una discoteca; a complicare le indagini c'è il rifiuto di Angela di sottoporsi a una visita ginecologica. Ispezionando l'automobile di Stefano, Lolita e l'attendente Forte rinvengono nel cassettino il rossetto di Angela, che la ragazza si applica continuamente.
Lolita scopre che Angela faceva la babysitter al figlio di Stefano, e, quando il bambino crebbe, la moglie Chiara la mandò a lavorare col marito. Successivamente interroga la stessa Chiara, la quale dichiara che Angela venne loro presentata dal fratello della ragazza, Dudù, quando pure lui lavorava nello studio come socio di minoranza, e che la relazione con Stefano è in crisi da tempo. L'esame del professor Introna del liquido seminale sulla gonna che Angela indossava la sera dello stupro conferma che appartiene a Stefano. L'uomo afferma che lui e Angela non hanno mai avuto rapporti completi e che la ragazza è vergine, ma che una spiegazione c'è: Angela, molto religiosa, aveva fatto un voto, il suo fidanzato Ciro era gelosissimo e lei ci teneva molto ad arrivare vergine al matrimonio: Stefano e Angela avevano solo rapporti orali da un anno e mezzo, ossia da quando lei aveva sostenuto un corso di formazione sulla ionoforesi.
L'avvocatessa Malaspina ritiene Lolita incapace di gestire il caso in maniera lucida, poiché ha saputo dallo stesso Stefano che tra i due c'è stata una relazione. Forte recupera l'agenda di Chiara, dove viene trovata una fotografia che la ritrae in compagnia di un uomo che si scopre essere Dudù, il fratello di Angela, che attualmente si trova a Parigi. Lolita ipotizza che Chiara e Dudù vogliano disfarsi di Stefano per vivere apertamente la loro relazione con l'aiuto di Angela, che oltre a essere la sorella di Dudù è anche la migliore amica di Chiara. Lolita espone la sua teoria al questore Jacovella, il quale prima di agire preferisce aspettare che le vacanze natalizie finiscano. Lolita spiega all'amica magistrato Marietta che probabilmente Angela si è sporcata apposta la gonna così da spartirsi i soldi del risarcimento tra lei, il fratello e l'amica. Poco dopo, sempre alla festa tenuta a casa di Marietta, Lolita conosce il giovane giornalista Danilo Martini, il quale rimane subito affascinato da lei e la porta in giro per la città, ma Lolita preferisce non approfondire la conoscenza anche per via della differenza d'età.
La madre di Stefano rivela a Lolita che la relazione tra Stefano e Chiara, in crisi già da tempo, peggiorò dopo la nascita del figlio Alessandro, nato con il labbro leporino; Stefano lo fece operare, ma Chiara si sentì in colpa perché è una malformazione ereditaria, anche se lei non l'ha avuto ma suo zio, che vive in Canada, sì. Lolita chiede all'attendente Esposito il video della denuncia di Angela, in cui la ragazza si applica il rossetto, e da cui si evince che il cosmetico le serve per coprire la cicatrice dovuta all'operazione per eliminare il labbro leporino. Questo porta Lolita a credere che Alessandro non è figlio di Stefano ma di Dudù, col quale Chiara non ha mai smesso di avere una relazione sin da quando erano ragazzi. Stefano conosce lo zio di Chiara perché si erano scambiati alcuni messaggi dato che dovevano incontrarsi a Montréal per un congresso; i tre si sono mossi solo adesso perché se Stefano fosse andato a Montréal avrebbe scoperto la verità.
Interrogata da Lolita, in un primo momento Angela continua a negare che vi sia un complotto ai danni di Stefano. Esortata dalla vicequestore, la ragazza ammette infine di essersi affezionata a Stefano poiché è stato l'unico a ritenerla dotata di capacità; Chiara e Dudù le dissero che in cambio le avrebbero dato soldi e un appartamento gratuito dove potersi sistemare con Ciro; sporse denuncia perché, nonostante fosse impaurita, Chiara la minacciò di rivelare a Ciro (il quale era a conoscenza del loro piano) quello che c'era stato tra lei e Stefano; lei si sporcò la gonna, e Dudù le diede un pugno sullo zigomo sinistro per far credere che Stefano l'avesse picchiata. Stefano viene rilasciato, e Lolita lo ospita momentaneamente a casa sua.
A Capodanno, Angela viene trovata morta in una piscina vuota sul lungomare. Forte ed Esposito hanno l'ordine di prelevare Stefano e metterlo in stato di fermo: l'uomo ora è accusato di essersi voluto vendicare per la falsa accusa di stupro. Jacovella riferisce a Lolita che la sera prima Chiara e la babysitter hanno giurato di non averlo visto, mentre Stefano invece ha dichiarato a Lolita di aver incontrato la moglie prima di andare da lei; visto il suo legame con Stefano, Jacovella la sospende dal caso. Il professor Introna accerta che Angela è morta dopo una furiosa lite ed è stata strangolata; inoltre, nello stomaco della ragazza ci sono tracce di arance non digerite. Lolita spiega a Forte che il giorno dell'omicidio Angela, seguendo la sua dieta, alle 19:45 aveva comprato una confezione di quattro arance e ne aveva consumata una alle 20 e un'altra alle 21: ciò significa che Stefano è innocente, dato che venne a casa di Lolita alle 20:30. Lolita intuisce che Ciro è coinvolto: infatti è stato lui ad aver ucciso Angela, dopo aver avuto da lei la conferma sugli incontri intimi che intratteneva con Stefano. Dopo un inseguimento Ciro viene arrestato, Stefano viene nuovamente rilasciato e saluta Lolita con un bacio.
Dopo aver visitato la tomba del padre Nicola (detto "Petresine") con la madre Nunzia e la sorella Carmela e aver passato la giornata con loro, Lolita riceve una telefonata da Danilo, accettando un appuntamento con lui, e ritrova la sua Bianchina.
- Altri interpreti: Paolo Briguglia (Stefano Morelli), Gina Amarante (Angela Capua), Michael Schermi (Ciro Lorusso), Gaia Messerklinger (Chiara Morelli), Vincenzo De Michele (Scivittaro), Giovanni Trombetta (Calopresti), Claudia Lerro (Porzia), Donata Frisini (madre di Esposito), Emanuele Zollino (Davide), Andrea Romano (Luciano), Sofia Fagnano (Lolita da bambina), Nicoletta Di Bisceglie (Lolita da adolescente), Brenda Fornelli (Carmela da bambina), Nicolas Magrini (bambino amico di Lolita), Andrea Vasone (Claudio), Alessio Rinaldi (Nicola Morisco), Guido Andrea Di Monte (Stefano da adolescente), Rocco Pietrantonio (Dudù Capua), Vissia Iervolino (Assunta Malaspina), Paola Maffioletti (Ottavia Morelli), Lella Mastrapasqua (portiera), Barbara De Matteis (Silvana), Ivan Lobuono (agente 1), Giorgio Zuccaro (agente 2), Fabio Salerno (responsabile della security), Marilisa Protomastro (Nunzia da ragazza), Daniela Manco (stand in sig.ra Ranieri).
- Ascolti: telespettatori 7 535 000 – share 31,80%[4].

## Solo per i miei occhi
Bianca Empoli, affermata arpista, viene trovata morta dopo una settimana di sparizione. Sei mesi prima, all'insaputa del marito Vito, la donna aveva affittato uno studio per studiare e preparare i propri concerti da solista. Il professor Introna rileva che Bianca è stata uccisa con un oggetto metallico pesante e di forma irregolare, con molti colpi brutali. Bianca aveva salvato nel cellulare due contatti nominandoli come due opere liriche, Faust ed Ernani: il primo appartiene ad Antonio Caporusso, assessore regionale allo sport e alla famiglia, sposato, con due figli e un terzo in arrivo; il secondo è del fisioterapista Michele Signorile. L'ultima volta che Michele e Bianca si sono sentiti è stato il giorno dell'omicidio: Bianca gli aveva telefonato per dirgli che non voleva più vederlo. Lolita ed Esposito raggiungono Antonio alla società polisportiva dove deve inaugurare una palestra, venendo liquidati in fretta.
Inizialmente si pensa possa essere stato Vito ad aver ucciso la moglie per essere stato tradito, ma l'uomo ha come unica colpa l'aver trascurato la moglie per dedicarsi al negozio di antiquariato: ha un alibi di ferro perché il giorno della morte di Bianca si trovava a Milano per un'asta giudiziaria. Cecilia, una vicina di Bianca, afferma che lei e Marcella, la ex fidanzata di suo figlio Roberto, mentre stavano uscendo per andare dalla parrucchiera avevano sentito della musica provenire dall'appartamento di Bianca; erano circa le 15, l'orario in cui la scientifica ha stabilito che il cellulare di Bianca è stato rotto. Roberto, costretto sulla sedia a rotelle, afferma di essere rimasto in casa tutto il tempo. Marcella conferma quanto detto da Cecilia e spiega che, da quando lei e Roberto ebbero un incidente tornando a casa da una festa di amici, lui si chiuse in sé stesso e non la volle più vedere.
Lolita va a trovare Gesuina, che l'ha contattata perché suo figlio Sabino è scomparso da un mese. Secondo l'odiata nuora Elena, Sabino è andato in Brasile, ma Gesuina è convinta che la donna voglia appropriarsi dell'eredità di Macchiarossa, la masseria che Sabino ha ricevuto dal padre. Jacovella rimprovera Lolita per aver interrogato un politico di livello come Caporusso senza averlo prima informato. Il professor Introna ha rilevato che il DNA sul corpo di Bianca, che aveva avuto un rapporto sessuale mezz'ora prima di essere uccisa, appartiene a Caporusso: l'assessore ammette di aver avuto una relazione con Bianca, ma nega di averla uccisa. Lolita riceve un grande mazzo di rose rosse da parte di Danilo, che spera di vincere le sue resistenze. Roberto spiega a Lolita di essere caduto in depressione dopo l'incidente, ma che dopo aver sentito Bianca suonare l'arpa riprese a vivere; rivela che Bianca, che sapeva di essere vista da lui, suonava l'arpa completamente nuda a detta di Roberto «solo per i miei occhi»; l'uomo definisce gli amanti di Bianca una cosa senza valore in confronto al loro legame, che era un amore puro.
Lolita e Forte concordano nel ritenere Marcella non rassegnata alla fine della relazione con Roberto, trovando molto strano che abbia voluto stabilirsi proprio vicino a dove abita l'ex fidanzato. Roberto rivela a Lolita che voleva separarsi da tempo da Marcella, ma lei rimandava sempre; la sera dell'incidente lei fece una scenata dopo averlo visto flirtare con una ex, e prima di sterzare improvvisamente gli disse che o rimaneva con lei o con nessuna. Roberto sente di non poter odiare Marcella perché con lei era bugiardo e infedele, considerandosi la causa di ciò che è diventata. Lolita espone a Marietta la sua teoria: Marcella ha ucciso Bianca, ha messo nello stereo il disco di un vecchio concerto dell'arpista e poi è passata a prendere Cecilia. Lolita, Esposito, Forte e la moglie di quest'ultimo, Porzia, ispezionano l'appartamento di Marcella ma non trovano nulla di compromettente. Dopo aver saputo da Cecilia che Marcella era venuta con una borsa di plastica, Lolita raggiunge Roberto.
Lolita gli spiega che sa che è stata Marcella ad aver ucciso Bianca, e che dopo avergli mostrato l'arma del delitto lui la nascose perché, come le aveva detto in precedenza, si sente in colpa verso di lei. Lolita lo assicura che lui non ha colpe per i disturbi di Marcella, e lo esorta a mostrarle l'arma: una statuetta di Erato, musa della poesia amorosa. Aveva visto Marcella e Bianca litigare, e la prima colpire mortalmente la seconda con la statuetta, per poi ripulirla e inserire nello stereo il disco di un suo concerto; tornata da Roberto, Marcella gli disse che la sua vita era nelle sue mani e che toccava a lui decidere. Roberto decide di denunciare Marcella, che viene subito arrestata. Esposito sente l'esigenza di allentare il legame fin troppo stretto che ha con la madre, e decide di fare dei voli col parapendio sul Monte San Nicola assieme a Caterina, ragazza che lavora alla Questura come addetta alla manutenzione delle automobili, della quale si sta innamorando. Nunzia e Carmela vedono la loro attività di bed and breakfast chiusa dalla finanza perché l'attività non è in regola, così, insieme ai due figli di Carmela, chiedono ospitalità a Lolita.
Lolita scopre da un articolo scritto da Danilo che Macchiarossa, grazie a una delibera regionale, verrà utilizzata per costruire uno stadio, una piscina olimpica, un imponente centro commerciale e due parcheggi. Danilo risale al luogo da dove vengono caricate le presunte foto scattate da Sabino in Brasile: è proprio Bari, e l'indirizzo IP proviene da uno studio di contabilità. Fingendosi un'imprenditrice, Lolita inserisce nello studio del proprietario Nuzzo una microspia, grazie alla quale scoprono che Elena e Nuzzo hanno fissato un incontro. Accompagnata da Danilo con la promessa di fargli scrivere un articolo sulla vicenda, Lolita scopre che Sabino, il quale non aveva intenzione di vendere Macchiarossa, è stato minacciato da gente pericolosa, e che Elena e Nuzzo lo hanno aiutato a nascondersi. Lolita, Forte e Sabino tendono una trappola ai criminali, che vengono tutti arrestati.
Dopo molti ripensamenti, Lolita decide di accettare la corte di Danilo e va a trovarlo per cena, passandoci anche la notte.
- Altri interpreti: Alessio Vassallo (Roberto Bellomo), Gianna Paola Scaffidi (Cecilia Bellomo), Massimo Reale (Carlo Sapori), Vincenzo De Michele (Scivittaro), Giovanni Trombetta (Calopresti), Giampiero Rotoli (Silente), Claudia Lerro (Porzia), Emanuele Zollino (Davide), Andrea Romano (Luciano), Sofia Fagnano (Lolita da bambina), Nicoletta Di Bisceglie (Lolita da adolescente), Valentina Elia (Bianca Empoli), Roberto Negri (Vito Loconsole), Ippolito Chiarello (Michele Signorile), Annika Strohm (signora Mongelli), Antonello Loiacono (Antonio Caporusso), Sara Putignano (Marcella Mignosi), Monica Contini (Gesuina), Giglia Marra (Elena Quaratello), Andrea Bellisario (Sabino Lavermicocca), Rocco Capri Chiumarulo (Nuzzo), Makoto Izawa (Atsumoto), Rie Matsushita (Aya), Antonio e Danilo Fioretti (figli di Porzia e Forte), Leonardo e Lorenzo Latini (figli di Marcella), Donata Frisini (mamma di Esposito), Antonio Bruno (ragazzo 1), Giuseppe Calculli (ragazzo 2), Marco Elia (ragazzo 3), Alberto Ioni (agente della scientifica 1), Lorenzo Carlevaro (agente della scientifica 2), Silvio Vannucci (terapeuta), Antonio Scialpi (portinaio della società polisportiva), Michele Cuonzo (uomo distinto), Mauro Caterini (delinquente al bowling), Daniela Manco (stand in sig.ra Ranieri).
- Ascolti: telespettatori 6 849 000 – share 29,80%[5].

## Spaghetti all'assassina
Il noto e apprezzato chef Nicola Stramaglia, detto Pap'Russ, viene brutalmente ucciso. Lolita, Forte ed Esposito apprendono dalla dipendente Giovanna che Pap'Russ aveva assunto nel periodo natalizio come guardarobiera una giovane brasiliana incinta, Fanny Oliveira; lei ritiene che il bambino sia figlio dello stesso Pap'Russ, che tra l'altro era un donnaiolo. La stessa Fanny per l'ex capo spende solo belle parole poiché ha rappresentato per lei una figura paterna, e rivela di aver avuto un aborto spontaneo al settimo mese.
Come spiega il professor Introna, verso l'una di notte Stramaglia è prima caduto a terra dopo un colpo alla nuca, poi è morto per i ripetuti e violentissimi colpi al volto. Sul luogo del delitto è stata trovata una padella commercializzata da Gaetano Murolo, concorrente di Stramaglia: quest'ultimo aveva ideato un piatto chiamato "spaghetti all'assassina", ricetta copiata con qualche variante da Murolo, che tra l'altro ha aperto il suo locale di fronte a O' Ciuccio, il locale di Stramaglia. Il cuoco Benallal spiega che lui e Geppino sono stati gli ultimi dipendenti a vedere vivo Stramaglia, il quale aveva provato la padella di Murolo e aveva intenzione di far pubblicare al giornale un articolo dove ne avrebbe parlato come della sua ennesima truffa.
Secondo quanto appreso, Lolita crede che dei due quello che aveva un movente per uccidere l'altro era Stramaglia; secondo Forte si sono incontrati per un chiarimento e qualcosa è andato storto. Dopo che Forte decanta le qualità degli "spaghetti all'assassina", Lolita decide di andare quella sera stessa al locale di Murolo per assaggiare la sua variante, insieme a lui ed Esposito. Quando Murolo risponde piccato a Forte che non ha gradito la sua variante, Lolita gli chiede di controllare il suo alibi, e chiede a Esposito di ottenere le registrazioni delle telecamere fuori dal locale. Intanto, Esposito approfondisce la sua relazione con Caterina, ma preferisce non rivelarle che vive ancora con sua madre, perché lei vede negativamente il fatto che un adulto viva ancora con i genitori.
Lolita ed Esposito si recano al funerale di Stramaglia, dove in prima fila ci sono sua figlia Pina e il marito di lei, Vitantonio: loro dichiarano che non parteciperanno alla sepoltura per via degli attriti tra Pina e suo padre, perché lui considerava Vitantonio non all'altezza della figlia. Mentre è a pranzo con Marietta, Lolita scorge Danilo (che le aveva detto di dover andare a Torino per lavoro) in compagnia di una giovane e attraente ragazza. Forte rivela a Lolita che le telecamere del locale di Murolo hanno ripreso Vitantonio entrare in quello di Stramaglia alle 23:30 e uscire poco dopo. Al funerale del suocero, Vitantonio aveva dichiarato di aver trascorso la serata in compagnia della moglie. Vitantonio spiega che lui e la moglie volevano acquistare una casa, ma per avere un mutuo serviva la garanzia di Stramaglia, per questo è andato al suo ristorante per convincerlo, ma lui non ne voleva sapere; l'uomo si proclama innocente, ma Lolita decide di metterlo in cella.
Lolita rincontra Danilo, che le dice di essere tornato in anticipo perché doveva intervistare Romina, amministratrice delegata di una nuova startup; Lolita gli dice di averli visti in atteggiamento confidenziale, e Danilo le risponde che Romina gli toccava le mani perché è anche pranoterapeuta. Lolita non gli crede e si rifiuta di continuare a frequentarlo, e per distrarsi passa la serata in compagnia di Benallal, il quale aveva già manifestato interesse nei suoi confronti. Lolita dice a Pina che suo marito ha mentito perché all'ora dell'omicidio di Pap'Russ lui era al ristorante. Allora Pina confessa che suo padre la molestava da quando era piccola, e ha continuato fino a due giorni prima del suo matrimonio, e secondo i medici lei non riesce a rimanere incinta perché ha un blocco psicologico dovuto alle molestie; un anno prima raccontò a Vitantonio questa cruda verità, lui impazzì e aggredì Pap'Russ mandandolo in ospedale. La sera dell'omicidio Vitantonio andò dal suocero per chiedergli il bambino che aveva promesso a loro due, per rimediare alla presunta sterilità della figlia; Pina aveva ricattato il padre, dicendogli che se non gliel'avesse dato lo avrebbe denunciato.
Lolita e Forte perquisiscono l'abitazione di Stramaglia e trovano un ciuccio e una stanza segreta arredata per un neonato. Dalla paninara Angelina, Lolita scopre che Stramaglia non c'era mai a casa, ma da un paio di mesi ospitava una giovane brasiliana insieme a un neonato; appare chiaro che il bambino promesso a Pina e Vitantonio era quello di Fanny. In seguito Angelina ricorda di aver visto, il giorno dopo l'omicidio, Fanny salire su una spider gialla con un uomo che viene identificato in Calogero Badalà, proprietario del night club Paradise. Mentre Lolita discute con Badalà, Forte ispeziona il locale; Badalà avverte con una telefonata Fanny, che cerca di allontanarsi con il neonato ma viene fermata da Forte. Badalà ammette che aveva bisogno di soldi e Stramaglia aveva accettato di prestarglieli con un interesse altissimo, infatti era anche strozzino; quando non riuscì più a pagare venne picchiato da alcuni sgherri, ma quando accennò alla gravidanza di Fanny, Stramaglia disse che avrebbe rinunciato ai soldi in cambio del bambino; fece partorire Fanny in una clinica privata, poi la mise in casa sua per controllarla. Quando seppe della morte di Stramaglia, Badalà portò via Fanny e il bambino. Non si sono rivolti alla polizia perché temevano che dopo la denuncia all'anagrafe il neonato sarebbe stato sequestrato.
Per svagarsi, Lolita accetta un altro invito a cena di Benallal. Perquisendo il ristorante di Stramaglia, Lolita e Forte trovano nella sua branda cinque assegni firmati dal dipendente Geppino che sono destinati al massaggiatore Stefano, il quale però li ha girati a Stramaglia. Geppino era a conoscenza dell'attività illecita di Stramaglia, ma non gli avrebbe rovinato la reputazione dato che era sempre stato trattato bene da lui. Lolita si reca da Stefano e, mentre lui è impegnato in una telefonata, lei sfoglia un fascicolo dell'O' Ciuccio e scopre una dedica di Geppino, capendo che i due sono amanti, poi prende un paio di occhiali da un comodino e lo fa analizzare. Lolita fissa un incontro con Geppino e gli spiega che hanno individuato l'assassino in Stefano; Geppino, all'inizio titubante, alla fine confessa che in realtà è stato lui a uccidere Stramaglia, il quale lo umiliava sempre e gli ha rubato la ricetta degli "spaghetti all'assassina"; quando chiese a Stramaglia di estinguere il debito di Stefano lui insultò pesantemente entrambi, e a un certo punto Geppino non ci vide più e lo uccise a padellate.
Esposito svela alla madre di essersi innamorato di un meccanico, e lei reagisce iperventilando. Lolita, che aveva iniziato una ricerca per chiarire le dinamiche della morte del padre ex contrabbandiere, apparentemente vittima di un incidente stradale, scopre da Forte un verbale in cui c'è scritto che non c'erano testimoni, mentre in realtà c'era l'amico Chelino, e non c'è nessun segno di frenata, il che indica che dev'essere stato investito volontariamente; il verbale è firmato da Jacovella, che all'epoca era un agente semplice. Dopo aver letto l'articolo di Danilo su Romina, Lolita capisce di averli fraintesi.
- Altri interpreti: Totò Onnis (Geppino Schirone), Elena Sotgiu (Fanny Oliveira), Naike Silipo (Pina Stramaglia), Raz Degan (Benallal Matou), Barbara Biasi (Giovanna Lafronza), Claudia Lerro (Porzia), Silvio Vannucci (terapeuta), Pinuccio Sinisi (Chelino), Daniele Orlando (Gaetano Murolo), Mauro Racanati (Vitantonio Sifanno), Anna Garofalo (Angelina), Antonio Palumbo (Calogero Badalà), Vito Mancini (Stefano Amatulli), Douglas Dean (Joe), Holly Gail Grabow (Mary), Antonio e Danilo Fioretti (figli di Porzia e Forte), Donata Frisini (mamma di Esposito), Emanuele Zollino (Davide), Andrea Romano (Luciano), Sofia Fagnano (Lolita da bambina), Francesco Mastronardi (Nicola "Pap'Russ" Stramaglia), Daniela Monaco (stand in sig.ra Ranieri).
- Ascolti: telespettatori 6 767 000 – share 28,20%[6].

## Gioco pericoloso
Lolita, dopo aver partecipato a una cena di ex compagni di scuola, viene informata da Forte della morte di Vittorio, caduto oltre un parapetto mentre stava rincasando. Lolita propone inutilmente alla PM Sallusti, incaricata del caso, di richiedere una perizia per accertare se si sia trattato di suicidio o no. Jacovella, appena tornato da una convention in Danimarca, spiega a Lolita di aver archiviato l'indagine sulla morte di suo padre perché ricevette pressioni dal magistrato, che gli disse di riscrivere la relazione e omettere la testimonianza di Chelino per salvaguardare l'indagine.
La signora Ganimede spiega a Lolita che la notte in cui è morto Vittorio, verso mezzanotte, ha sentito passare il camion dell'immondizia dopo tre giorni di assenza. Il professor Introna spiega a Lolita che Vittorio ha una cicatrice sulla schiena dovuta all'asportazione di un polmone per un tumore effettuata pochi mesi prima. Lolita ferma Domenico, un ragazzo che prova a rubarle l'automobile, che ha il padre in carcere e non frequenta la scuola. Alla commemorazione funebre di Vittorio c'è anche la sua ex moglie, dalla quale era separato da molti anni. Stefano spiega a Lolita di non aver partecipato alla cena perché si sentiva in colpa nei confronti di Vittorio, perché qualche mese prima Vittorio gli aveva chiesto 25 000 euro ma lui non glieli aveva potuti dare perché non li aveva. Forte ed Esposito fermano Cesarino, l'autista del camion dell'immondizia, che racconta di aver visto passare un taxi. Intanto Lolita parla con la ex moglie di Vittorio, proprietaria di un'agenzia di viaggi, che spiega come lui le avesse chiesto di organizzare un viaggio per Chicago; rivela inoltre che Vittorio soffriva di ludopatia, causa principale della loro separazione. Caterina scopre che Esposito vive ancora con la madre, contrariamente a quanto lui le aveva detto, e decide di lasciarlo.
Lolita e Forte ispezionano l'appartamento di Vittorio e trovano le ricevute di molte scommesse di partite, oltre a un fascicolo sull'operazione di asportazione del tumore al polmone dal costo di 180 000 dollari effettuata a Chicago. Successivamente, Lolita preleva dal garage il suo computer portatile, dove trova una cartella criptata, che fa decriptare da Esposito, dove tra i vari file c'è una chat tra Vittorio e un certo Notarnicola, un pregiudicato riciclatore di denaro che era complice del tassista Peppe Carofiglio, detto "Squagghiasole". Danilo conferma a Lolita, con la quale fa pace, che Notarnicola e Squagghiasole gestiscono un'associazione a delinquere che trucca le partite di calcio, insieme a Vittorio; inoltre, crede che anche la Sallusti sia corrotta. Vittorio ha caricato sulla chat una ricevuta falsa e si è intascato l'ultima somma di denaro per operarsi; è praticamente certo che anche Scatucci, allenatore del Leone di Bari, sia stato ucciso dall'organizzazione perché pensavano che non avesse rispettato i patti. Danilo e Lolita insieme scrivono un articolo che spinge Notarnicola e Squagghiasole a tradirsi. Lolita deduce che questi ultimi hanno ucciso Scatucci e Vittorio, mentre la Sallusti ha deviato le indagini. Con uno stratagemma, Forte ed Esposito riescono a ottenere una confessione spontanea di Squagghiasole, che comunque si dichiara estraneo agli omicidi, e ad arrestare Notarnicola, e successivamente anche la Sallusti.
Esposito porta Caterina, che si apre a un possibile riavvicinamento, a fare un giro in barca. Lolita incontra Carlo Sapori, suo ex allenatore che accettò la sua domanda di ammissione in Polizia nonostante fosse figlia di un pregiudicato, soprattutto perché venne convinto da suo padre, che si sentiva in colpa e che andava da lui tutti i giorni, a parlare con i suoi superiori; Nicola disse che avrebbe fornito loro delle indicazioni per stroncare un grosso traffico di droga, ma a una condizione: che sua figlia Lolita fosse giudicata dalla Polizia in modo imparziale, per quello che valeva. Purtroppo Nicola venne ucciso per ritorsione dalla malavita, e la Polizia dovette coprire tutto per non compromettere l'operazione ancora in corso. Carlo consegna a Lolita una commovente lettera del padre, che Nicola voleva le fosse consegnata qualora fosse stato ucciso; tornando a casa, Lolita piange al pensiero di come si è comportata con suo padre. Lolita si fidanza ufficialmente con Danilo e lo presenta a sua madre. Lolita rivela alla madre e alla sorella tutta la verità riguardante il padre, e si stringono in un abbraccio.
- Altri interpreti: Massimo Reale (Carlo Sapori), Paolo Briguglia (Stefano Morelli), Dora Romano (signora Ganimede), Duccio Giordano (Vittorio Lamuraglia), Mimmi Gunnarsson (Ursula), Claudia Lerro (Porzia), Rossana Ferrara (signora Spinelli), Antonio Claudio Romano (Domenico), Maddalena Maggi (Sabrina Sallusti), Dario Diana (Peppe "Squagghiasole" Carofiglio), [Michele Napoletano (Cesarino Buonsante), Mayra Pietrocola (Maria Scatucci), Giuseppe Ciccirello (Notarnicola), Enzo Strippoli (Salvatore), Fabrizio Mileto (Scatucci), Daniela Manco (stand in sig.ra Ranieri), Awa Ndeye Thiam (tecnico del laboratorio).
- Ascolti: telespettatori 7 090 000 – share 28,80%[7].